# Jiangnan Automobile
Hunan Jiangnan Automobile Manufacturing Co., Ltd. (кит. упр. 湖南江南汽车制造有限公司; кит. трад. 湖南江南汽車製造有限公司; пиньинь Húnán Jiāngnán Qìchē Zhìzào Yǒuxiàn Gōngsī), наиболее известная как Jiangnan Automobile (кит. упр. 江南汽车; кит. трад. 江南汽車; пиньинь Jiāngnán Qìchē) — китайская автомобилестроительная компания со штаб-квартирой в Сянтане, основанная в 2001 году и принадлежащая с 2007 года компании Zotye. В 2021 году, после банкротства, компания была реорганизована, а в 2022 году возобновила свою деятельность.

## История
Компания Jiangnan Automobile была официально учреждена в 2001 году дочерней компанией Jiangnan Machinery Group государственного предприятия Norinco. В период с 2006 по 2007 год компания Zotye приобрела долю в Jiangnan Automobile. Таким образом, в марте 2007 года компания Jiangnan была реорганизована. Компания Zotye получила 70% контрольного пакета, в то время как компания Jiangnan Machinery Group сохранила миноритарный пакет акций в 30%. Цель приобретения Zotye — получение различных разрешений на добычу от правительства. Первоначально компания была сосредоточена на производстве автомобилей на базе Suzuki Alto, а с апреля 2007 года компания выпускала модели на базе Fiat. В основном, компания Jiangnan Automobile выпускала автомобили под маркой Zotye, такие как Jiangnan TT, Zotye Z100, Zotye Z300, Zotye 5008, M300, Zotye Z200HB, Zotye Yun 100 и другие.
В ноябре 2021 года компания подала заявление о «банкротстве и реорганизации» в рамках более широкой реструктуризации материнской компанией Zotye, чтобы попытаться остановить собственное банкротство и ликвидацию. В конце того же года, после того, как Цзянсу Шэньшан, новый владелец Zotye, завершил процесс реорганизации, компания Jiangnan Automobile была восстановлена.
В феврале 2023 года появились новости об ожидаемом городском электромобиле, получившем название Jiangnan U2. Его кузов в значительной степени основан на Ruixiang HOEN O2 (первоначально — Qingchengshidai).
По данным Международной организации автомобильных конструкторов, в 2012 году компания Jiangnan Automobile заняла 40 место среди автопроизводителей по количеству произведённых автомобилей — 117051 единица.

## Модельный ряд

### Выпускаемые модели

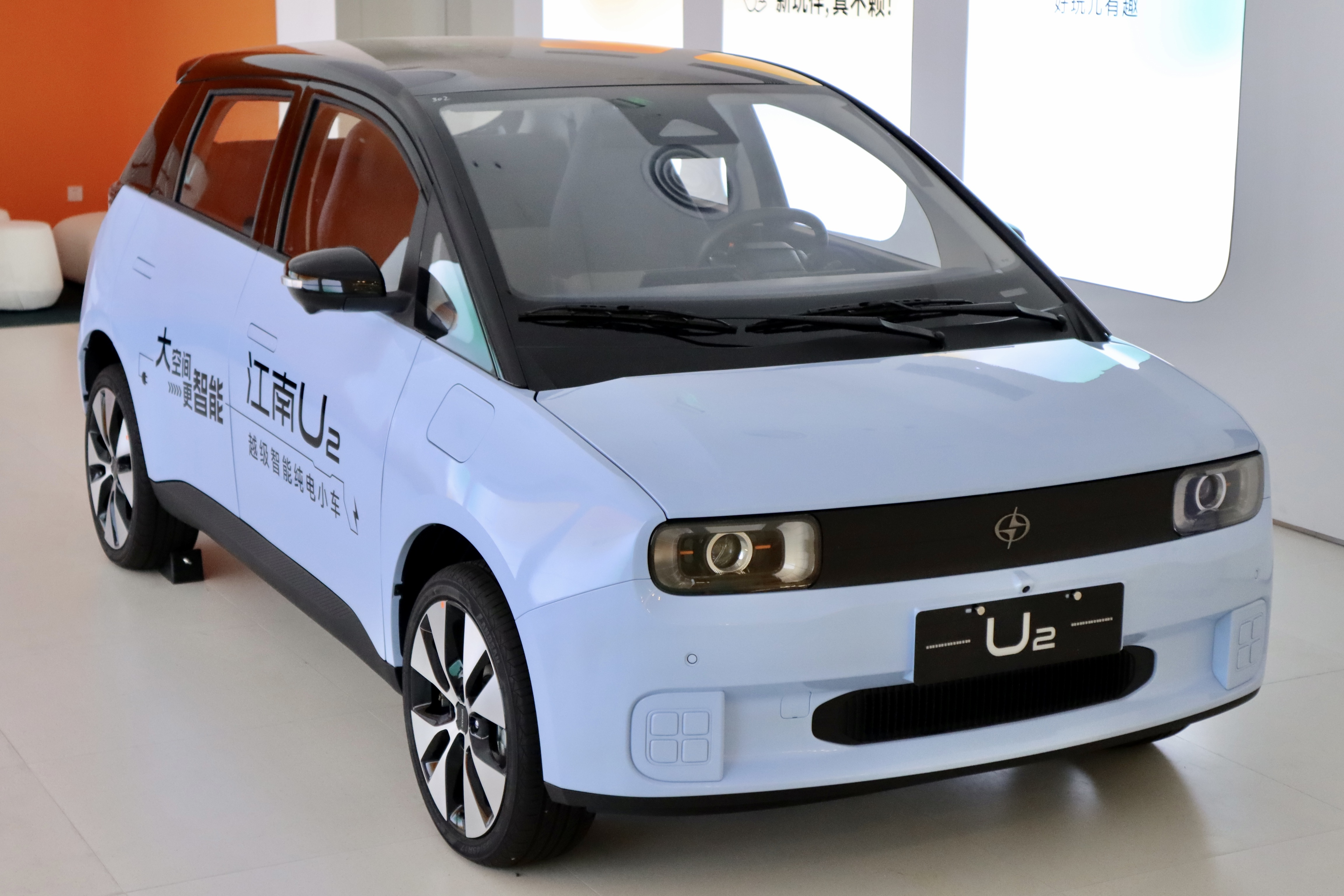
Jiangnan U2

- Jiangnan U2

### Модели, снятые с производства

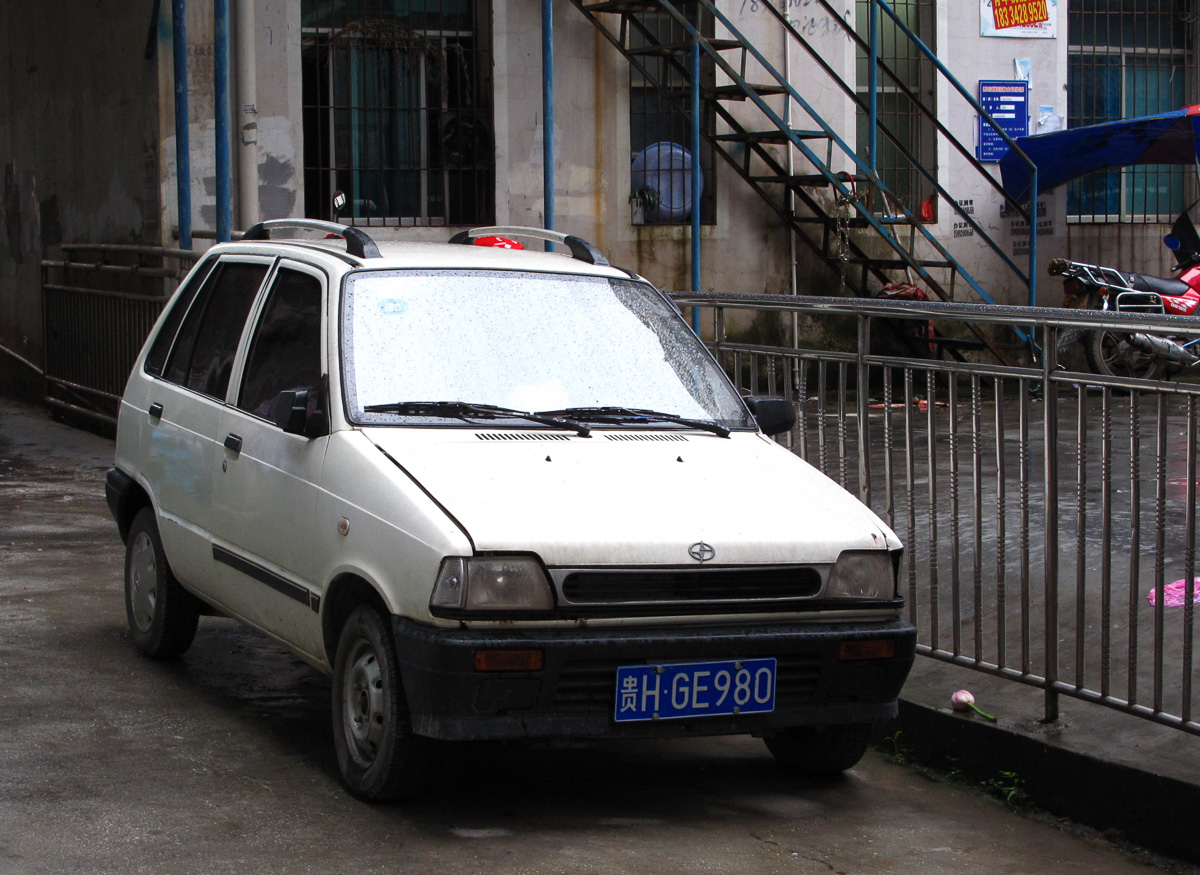
Jiangnan Alto
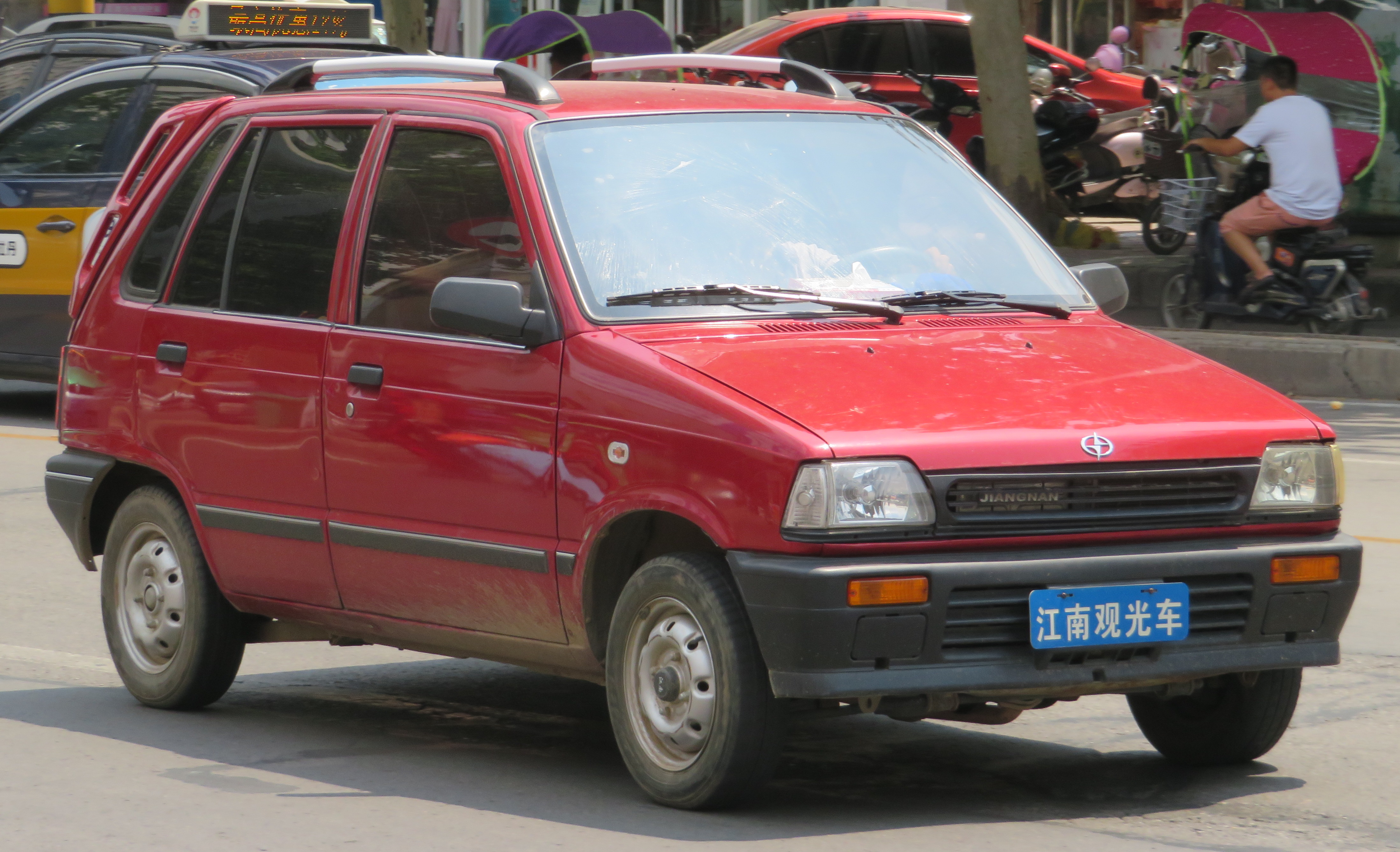
Jiangnan TT

- Jiangnan Alto
- Jiangnan TT